# بالبرون
بالبرون (به فرانسوی: Balbronn) یک کمون در فرانسه است که در Unterelsaß واقع شده‌است. بالبرون ۱۰٫۱۸ کیلومتر مربع مساحت دارد.